# Les Nouvelles Leçons d'amour dans un parc
Les Nouvelles Leçons d'amour dans un parc est un roman français de René Boylesve, paru en 1924.
Il s'agit d'une suite à La Leçon d'amour dans un parc et qui met en scène le personnage de Jacquette dont il raconte quatre épisodes de l'histoire à l'âge adulte.

## Résumé

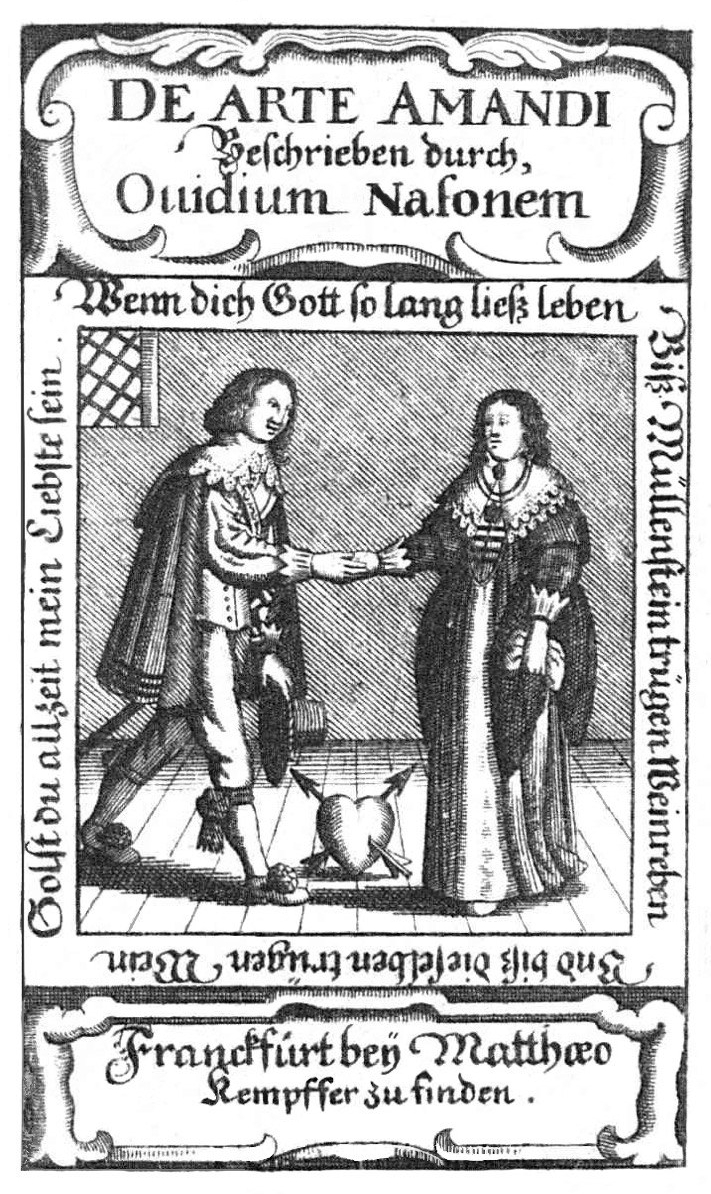
Édition moderne de l'Ars amatoria (Frankfurt, Kempffer, 1644)

Suite de La Leçon d'amour dans un parc, l'ouvrage se présente comme un ensemble de quatre textes racontant autant d'épisodes de l'histoire de Jacquette devenue jeune femme.
Dans Alcindor, Jacquette voue une vénération sans borne à un poète de Saumur, qu'elle ne connaît qu'au travers de son œuvre. Sa famille cherche à lui faire rencontrer des jeunes hommes de son âge, mais elle ne les voit pas, habitée par sa passion littéraire. Elle arrive toutefois à convaincre Monsieur de Fontcombes, lui aussi épris de poésie, de « lire Alcindor ». Le poète inconnu devient un motif de complicité entre les deux jeunes gens, complicité qui se transforme en amour et la fin du récit annonce le prochain mariage de Jacquette.
L'Ordonnance du docteur Couloubre voit Jacquette, jeune mariée, contrainte par ce médecin de réfréner ses appétits conjugaux pour ménager la santé de son mari. Mais cette période d'abstinence qu'elle impose à son mari l'inquiète jusque dans ses rêves : et si M. de Fontcombes, pendant ce temps, la trompait avec Mlle de Quinconas, son ancienne gouvernante.
Ovide : l'art d'aimer est le titre de l'ouvrage que Jacquette et son mari tiennent à la main dans la bibliothèque de M. de Chemillé, le parrain de Jacquette, où ils sont venus tromper un ennui passager. Ils viennent de passer tout l'après-midi, seuls dans la bibliothèque, et ils ne s'y sont pas ennuyés un seul instant, même s'ils n'ont pas lu une seule page.
Le baron de Chemillé organise le Mariage de Pomme-d'Api, poupée de sa filleule quand elle était enfant. Pendant trois jours de fêtes au château personne ne songe à la poupée ni ne remarque l'absence de M. de Chemillé. Celui-ci raconte plus tard à Jacquette qu'il a, lui, au milieu d'une société de poupées et de pantins, assisté au mariage de Pomme-d'Api, et que celle-ci, au lieu d'épouser le Pierrot qui lui était destiné, a passé la nuit avec un Turc après avoir convaincu plusieurs de ses soupirants de se jeter du haut d'une tour. Jacquette comprend alors que son parrain vient de lui livrer une des morales philosophiques qu'il affectionne.

## Personnages principaux
- Jacquette de Chamarande devenue Jacquette de Fontcombes ;
- M. de Fontcombes, mari de Jacquette à partir du deuxième récit du roman ;
- Le baron de Chemillé, parrain de Jacquette.

## Analyse de l'œuvre
L'action du roman se déroule dans un château à la limite de l'Anjou et de la Touraine, tout comme l'œuvre à laquelle il fait suite, et Boylesve lui-même, comme précédemment, prête assurément certaines de ses pensées au baron de Chemillé.
Le roman rassemble quatre récits ayant pour personnage principal Jacquette. Ils ont été écrits séparément et deux d'entre eux, Alcindor et Le Mariage de Pomme-d'Api ont déjà été publiés, respectivement en 1920 et 1923.

## Éditions
- Les Nouvelles Leçons d'amour dans un parc, Paris, Le Livre, 1924, 201 p. (édition originale).
- Les Nouvelles Leçons d'amour dans un parc  (ill. Clément Serveau), Paris, Ferenczi & fils, coll. « Le Livre moderne illustré », 1926, 223 p.
- Les Nouvelles Leçons d'amour dans un parc  (ill. Paul-Émile Bécat), Les Heures claires, 1952 (ASIN B003FBUGZU).

## Pour en savoir plus